# Lambert Bodart
Lambert Eugen Florian Bodart (Duisburg, 24 juni 1872 - Delft, 27 januari 1945) was een Nederlands kunstenaar.
Hij was zoon van Clemens Bodart en Maria Clemeur. Hijzelf was als plateelschilder in 1900 getrouwd met de nog minderjarige Jacoba Derkzen van Angeren (1880-1946), dochter van een broodbakker, met wie hij in 1901 een dochter en in 1903 een zoon kreeg. Hij werd begraven op Jaffa.
Zijn oeuvre bestaat uit plastieken, decoratieve panelen, aardewerk en cloisonnétegels. Hij was jarenlang (1888-1933) verbonden aan de porseleinfabriek Firma Joost Thooft & Labouchere/De Porceleyne Fles. Zijn werk is te vinden in kerken, op zeeschepen en op tegels, soms in portieken. Ook zou een aantal werken haar weg hebben gevonden naar musea.

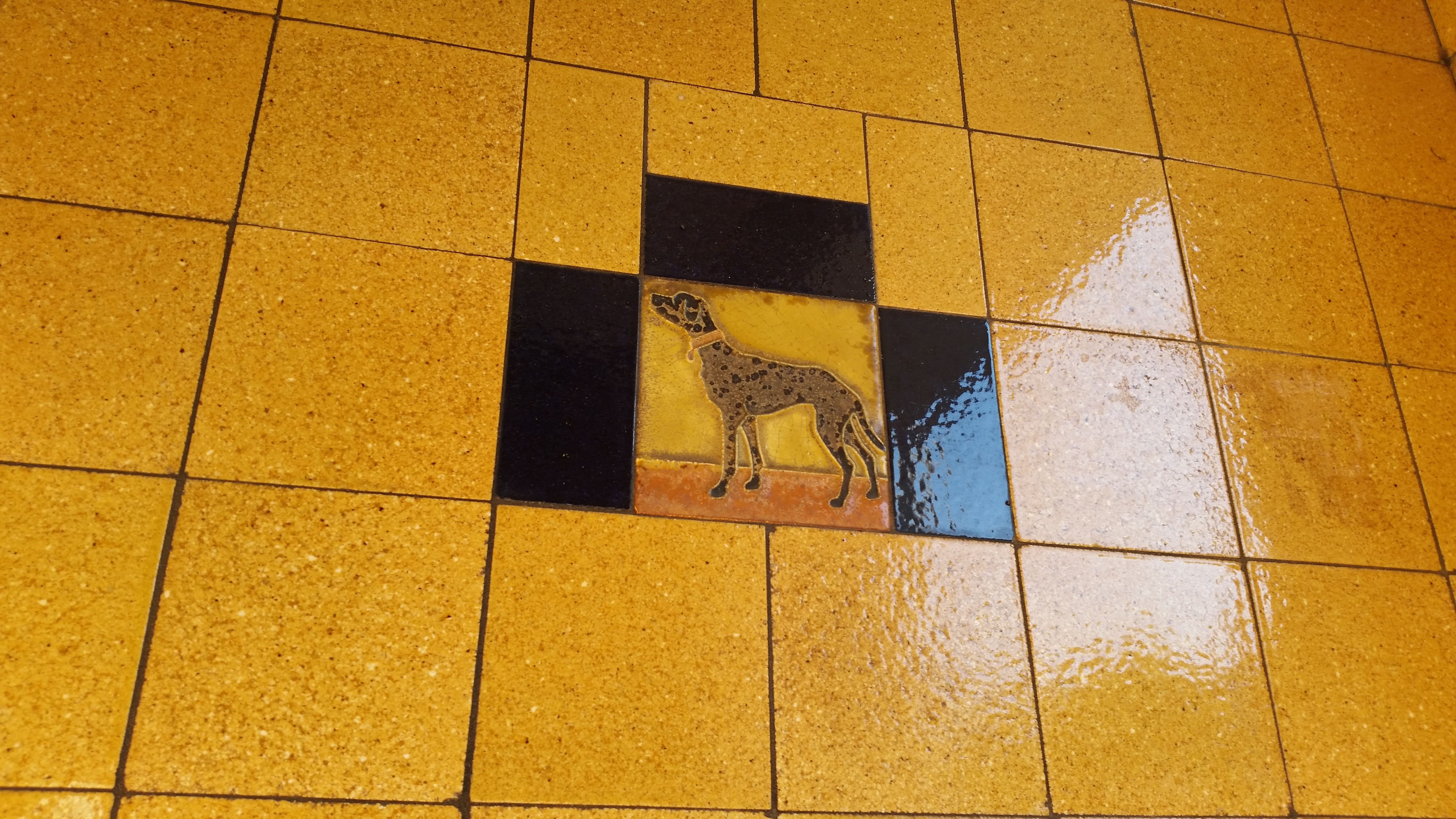
Hond in portiek Nassaukade 13, Amsterdam (september 2020)

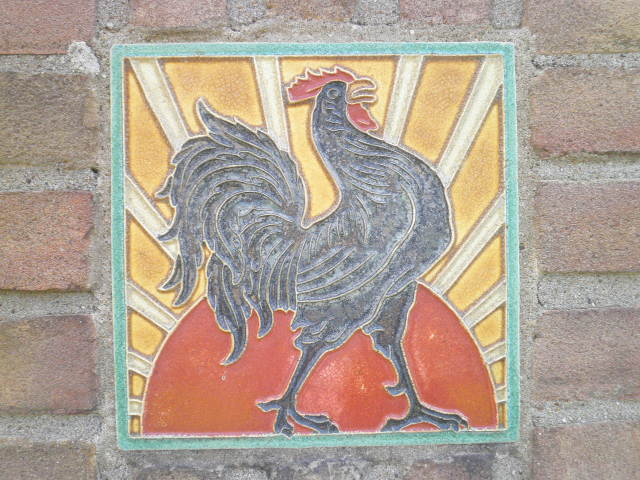
Tegel op elektriciteitshuisje in Oosterblokker (mei 2012)